# Телико (Секретные материалы)
«Телико» (англ. «Teliko») — 3-й эпизод 4-го сезона сериала «Секретные материалы», главные герои которого — Фокс Малдер (Дэвид Духовны) и Дана Скалли (Джиллиан Андерсон), специальные агенты ФБР, расследующие сложно поддающиеся научному объяснению преступления, называемые «Секретными материалами».
В данном эпизоде Малдер и Скалли расследуют загадочную гибель афроамериканского подростка в Филадельфии, который умер от непонятной болезни, превратившей его в альбиноса. В ходе следствия выясняется, что легенда о Телико, духе, который забирает цвет кожи у людей из племён Западной Африки, нашла подтверждение в США. Эпизод принадлежит к типу «монстр недели» и никак не связан с основной «мифологией сериала», заданной в первой серии.
«Телико» стал одной из немногих серий, в начальных титрах которой вместо фразы «The Truth Is Out There» («истина где-то там» или «истина где-то рядом»), используется фраза «Deceive Inveigle Obfuscate» — «лгать, изворачиваться, вводить в заблуждение»).

## Сюжет
На международном авиарейсе из Буркина-Фасо в США чернокожий мужчина идёт в туалет, где подвергается атаке человека с чертами альбиноса. Из кабинки выходит другой чернокожий человек и направляется на своё место. Через некоторое время стюардесса обнаруживает в туалете труп мужчины с депигментированной кожей.
Три месяца спустя ассистент директора ФБР Скиннер в присутствии доктора Бруина, сотрудника Центра по контролю и профилактике заболеваний США (CDC), сообщает Дане Скалли о недавних похищениях четырех афроамериканских мужчин в Филадельфии. Один из похищенных, Оуэн Сандерс, был обнаружен со следами депигментации, и сотрудник CDC подозревает, что мужчина умер от какой-то болезни. В морге Скалли обнаруживает на теле Сандерса растительные семена непонятного происхождения и отправляет тело в лабораторию ФБР на анализ. Малдер летит в Нью-Йорк, где встречается с сотрудницей ООН, Маритой Коваррубиас, которая информирует его об инциденте на самолёте тремя месяцами ранее.
Ночью на автобусной остановке иммигрант из Африки по имени Сэмюэл Абоа похищает молодого афроамериканца Альфреда Киттела, обездвижив его при помощи отравленной стрелы. У себя дома Абоа  достаёт из горла трубку с острым наконечником и вставляет её в нос Киттела. На утро Малдер находит на остановке те же семена, что были на теле Сандерса. По наводке Коваррубиас, агенты начинают сверять списки людей, прибывших на самолете, где был убит мужчина, со списками иммигрантов, подавших запрос на вид на жительство в США. Маркус Дафф, сотрудник социальной службы, помогающий Абоа с оформлением документов, даёт агентам адрес своего клиента. Агенты пытаются поговорить с Абоа, но тот убегает и загадочным образом прячется в узкой вентиляционной трубе в стене дома. Агенты обнаруживают его и доставляют в больницу, где выясняется, что Абоа ничем не болен.
Малдер встречается с Диаброй, дипломатом из Буркина-Фасо, который приказал скрыть информацию об убитом пассажире самолёта. Диабра рассказывает ему легенду своего народа Бамбара о Телико – ночном «духе воздуха». Скалли, изучив рентгены Абоа, обнаруживает, что у него отсутствует гипофиз. Малдер заключает, что Абоа удаляет гипофиз у своих жертв, чтобы восполнить недостаток меланина в своём организме, в результате чего кожа жертв обесцвечивается. Абоа сбегает из больницы, спрятавшись в тележке для развоза еды, и встречает Маркуса Даффа на парковке. Обманув Даффа, Абоа обездвиживает его и увозит на стройку, где вставляет ему трубку в нос. Полицейский случайно находит тело Даффа с трубкой в носу, спугнув при этом Абоа, который прячется в водосточной трубе. В поисках Абоа, которого Малдер считает мифическим Телико, агенты ночью приезжают на стройку, так как сотрудник лаборатории ФБР, агент Пендрелл, обнаружил на теле Сандерса следы асбеста. Скалли находит обесцвеченные трупы афроамериканцев в вентиляции строящегося здания, тогда как Абоа парализует Малдера отравленной стрелой. Скалли находит Малдера и тяжело ранит Абоа из пистолета, когда тот пытается её атаковать. В отчете Скалли пишет, что состояние Абоа – тяжёлое, а его физические особенности науке еще предстоит открыть, но страх людей, что среди них находится «чужой», заставляет их «обманывать, втягивать и запутывать».

## Производство
Сценарист и ответственный продюсер шоу Говард Гордон изначально планировал создание отрицательного персонажа, который казался бы бессмертным. После разговора с консультирующим продюсером Кеном Хортоном Гордон привнёс в сюжет тему ксенофобии и придумал «вампира-альбиноса, высасывающего меланин». Создатель сериала Крис Картер одобрил сюжет, но первый вариант сценария оказался неудачным и потребовал множество доработок. Картер попросил Гордона добавить центральную идею, которой стала фраза «обманывать, втягивать, запутывать». Эта фраза заменила обычную «Правда где-то там» в заставке и эту же фразу говорят Малдер и Скалли в разные моменты эпизода. Картер также придумал оружие Абоа, которым тот пользовался для извлечения гипофиза у жертв.
Название эпизода в переводе с греческого означает «конец», хотя в африканской мифологии «телико» — это «дух воздуха», который, по поверьям, может быть альбиносом. Страну, откуда приехал Абоа, предложил сценарист Джон Шибан, ранее занимавшийся программированием почтовых тарифов для компании, продававшей программное обеспечение.
Процесс подбора актёров был довольно трудным, так как создатели хотели найти на роли настоящих выходцев из Африки. На просмотр приглашали всех африканцев, которых могли найти, включая даже членов труппы африканского театра, которая была в городе проездом. Роль Маркуса Даффа, в итоге, досталась Карлу Ламбли, известному благодаря роли в сериале «Cagney & Lacey». Роль Абоа получил Уилли Амакай, член Олимпийской сборной Ганы по бегу,  который незадолго до этого вернулся с Олимпийских игр в Атланте. Чтобы придать Амакаю вид альбиноса, потребовалось несколько слоёв крема и белой пудры, в которую подмешивали розовую пудру для придания коже нужного оттенка. Амакай также носил красные контактные линзы. Дата рождения Абоа (25 сентября), обозначенная на его карточке резидента, была указана в честь дня рождения дочери Джиллиан Андерсон.
Для сцены в самолете была построена декорация, впоследствии использовавшаяся в эпизодах «Время летит» и «Макс». Правда, на тот момент не была завершена гидравлическая установка, позволявшая раскачивать декорацию, но по сценарию она и не требовалась.
Композитор Марк Сноу использовал африканские барабаны, флейты и песнопения для создания звукового сопровождения. Он также использовал фрагменты из композиций Болгарского женского хора, записи которого выходили в эфир на радио в Южной Калифорнии. Сноу неоднократно использовал африканские барабаны при создании музыки для «Секретных материалов», но в «Телико» их использование было наиболее частым.

## Темы
В «Телико» исследуется концепция «других», где под «другими» понимаются представители другой расы. США и американская культура подразумеваются в эпизоде как норма, тогда как африканская культура изображена как угроза. Африканские народные сказания, не считающиеся странными на своей родине, в эпизоде представлены как таинственные и зловещие. Писатель Алан Мур в книге «Analyzing Popular Music» (рус. Анализируя популярную музыку) утверждает, что музыкальное сопровождение в серии усиливает впечатление, делая сверхъестественного персонажа ещё более «экзотическим» и даже «внеземным».  Чарльз Мартин в книге «The White African American Body» (рус. Белое афроамериканское тело») комментирует, что в эпизоде «чернота явно привязана к расовой принадлежности», уравнивая культурное понимание расы исключительно с цветом кожи. Сухую шутку Малдера в морге с упоминанием Майкла Джексона, Мартин упоминает как усиливающую данный стереотип.
Зои Детси-Диаманти в книге «The Flesh Made Text Made Flesh» (прибл. рус. Текст из плоти во плоти) прокомментировала расовый вопрос, поднимаемый в эпизоде. Писательница утверждает, что «Телико» делает заявление, что «нормальный» чёрный мужчина выглядит определённым образом, так как в эпизоде говорится, что кожа чёрного содержит «определённый пигмент». Любое отклонение от нормы демонстрируется в негативном свете и единственным научным объяснением является паранормальная природа явления. Дин Ковальски в книге «The Philosophy of The X-Files» (рус. Философия Секретных материалов) соглашается с этой точкой зрения, говоря, что эпизод построен вокруг попытки дать научное объяснение народным сказаниям и паранормальным явлениям.

## Выход в эфир и реакция
«Телико» вышел в эфир на канале Fox 18 октября 1996 года, став последним эпизодом, который вышел в эфир в пятницу. По шкале Нильсена эпизод получил рейтинг 11,3 с 20-процентной долей, означая, что из всех оборудованных телевизором домохозяйств в США 11,3 процента работали на момент премьеры и 20 процентов были настроены на просмотр «Телико». Таким образом, премьерный показ смотрело около 18,01 миллиона человек.
От критиков эпизод получил смешанные отзывы. «Entertainment Weekly» оценил «Телико» на «C-» («два с минусом» по четырёхбалльной шкале), найдя много сходств с эпизодом «Узкий» первого сезона . Зак Хэндлен из «The A.V. Club» присудил эпизоду «B–», также отметив сходство с «Узким» и неприятные расовые намёки. Впрочем, кульминацию серии он расценил как «чудесно напряжённую» и как одну из лучших в истории сериала. Писательница Сара Стиголл присудила эпизоду две звезды из пяти, также отметив сходство с «Узким» и раскритиковав серию за отсутствие качественных сцен, где Малдер и Скалли находились бы вместе. В книге «The Nitpicker’s Guide to the X-Files» (англ. Путеводитель по «Секретным материалам» от зануды) писатель Фил Фарранд отметил нестыковку сценария: с момента прибытия в Америку Абоа за три месяца убивает четырёх человек, но за время эпизода убивает двух всего лишь за пару дней.